# Lobelia sumatrana
Lobelia sumatrana là loài thực vật có hoa trong họ Hoa chuông. Loài này được Merr. mô tả khoa học đầu tiên năm 1940.